# Tour-en-Bessin
Tour-en-Bessin é uma comuna francesa na região administrativa da Normandia, no departamento Calvados. Estende-se por uma área de 10,24 km². Em 2010 a comuna tinha 672 habitantes (densidade: 65,6 hab./km²).